# BYD Tang
El BYD Tang (en chino: 比亚迪唐) es una serie de SUV crossover de tamaño mediano producidos por el fabricante chino BYD Auto, disponible como vehículo eléctrico de batería, vehículo híbrido eléctrico enchufable o con motor de combustión interna convencional. El vehículo es el segundo modelo de la serie de vehículos de pasajeros «Dinastía» de BYD después del Qin, que recibe su nombre de la dinastía Tang, la más próspera de todas las grandes dinastías chinas.

## Vista general
La primera generación del BYD Tang se presentó en el Salón del Automóvil de Pekín de 2014 y solo estaba disponible como híbrido enchufable. Las entregas al por menor comenzaron en China en junio de 2015.
La segunda generación del BYD Tang debutó en Auto China en abril de 2018. En la variante eléctrica de batería, la capacidad de la batería es de 82,8 kWh. Esa variante salió a la venta en Noruega en 2021.
| Año  | ICE    | DM      | EV     | Total   |
| ---- | ------ | ------- | ------ | ------- |
| 2015 |        | 18,375  |        | 18,375  |
| 2016 |        | 31,405  |        | 31,405  |
| 2017 |        | 14,547  |        | 14,547  |
| 2018 | 27,211 | 34,867  |        | 62,078  |
| 2019 | 35,796 | 40,945  |        | 76,741  |
| 2020 | 13,991 | 21,029  | 563    | 35,583  |
| 2021 | 990    | 48,152  | 5,062  | 54,204  |
| 2022 | 9,625  | 116,312 | 23,824 | 149,761 |
| 2023 |        | 128,812 | 12,049 | 140,861 |